# Tvedestrand (plaats)
Tvedestrand is een plaats in de Noorse gemeente Tvedestrand, provincie Agder. Tvedestrand telt 1983 inwoners (2007) en heeft een oppervlakte van 1,79 km².